# Claremorris
Claremorris (iriska: Clár Chlainne Mhuiris) är en ort i republiken Irland.   Den ligger i grevskapet Maigh Eo och provinsen Connacht, i den nordvästra delen av landet, 190 km väster om huvudstaden Dublin. Claremorris ligger 61 meter över havet och antalet invånare är 3 412.
Terrängen runt Claremorris är platt. Runt Claremorris är det glesbefolkat, med 20 invånare per kvadratkilometer. Claremorris är det största samhället i trakten. Trakten runt Claremorris består i huvudsak av gräsmarker.